# Robert Alexy
Robert Alexy (Oldemburgo, Alemania, 9 de septiembre de 1945) es un filósofo del derecho, jurista alemán y catedrático de derecho público y filosofía del derecho de la Universidad Christian-Albrechts de Kiel, hasta su retiro a finales del 2013. En virtud de sus aportaciones a la argumentación jurídica, la teoría de los derechos humanos y fundamentales y la filosofía del derecho, así como por sus críticas al positivismo jurídico, es considerado uno de los más importantes filósofos del derecho de la actualidad. En suma, a desarrollado una teoría no positivista del derecho, basada en la ética del discurso.

## Vida
Alexy nació el 9 de septiembre de 1945 en Oldenburg (Alemania). Después de servir en el ejército, Alexy estudió Derecho y Filosofía en la Universidad de Gotinga, donde estuvo influido en el campo del derecho por Ralf Dreier, quien lo introdujo en la teoría del derecho, y en el campo de la filosofía por Günther Patzig, quien lo introdujo en la filosofía analítica y del lenguaje. En Gotinga Alexy recibió el Doctorado en derecho en 1976 con una tesis dedicada a la argumentación jurídica, y en 1984 obtuvo la habilitación con el libro Teoría de los derechos fundamentales. El campo del derecho Alexy recibió una notable influencia de filósofos del derecho como Hans Kelsen, Gustav Radbruch, H. L. A. Hart y Alf Ross, mientras que en el campo de la filosofía Alexy recibió una notable influencia de filósofos clásicos como Aristóteles, Immanuel Kant y Gottlob Frege, así como de filósofos contemporáneos pertenecientes, por un lado, a la Metaética, y la filosofía del lenguaje, tales como George Edward Moore, John Langshaw Austin, Ludwig Wittgenstein, Charles Leslie Stevenson, Richard Mervyn Hare, Kurt Baier y Stephen Toulmin, y, por otro lado, a la Ética del discurso, tales como Karl-Otto Apel y Jürgen Habermas.

## La filosofía no positivista del derecho
El trabajo filosófico-jurídico de Alexy está vinculado desde el punto de vista sistemático y lingüístico al postulado de la claridad de la filosofía analítica y desde el punto de vista normativo a una filosofía moral de corte objetivista en sentido débil, como lo es la ética discursiva. Diversos especialistas en la obra de Alexy, como Martin Borowski, Matthias Klatt, George Pavlakos y Alejandro Nava, han señalado que el pensamiento de Alexy puede verse como un sistema de filosofía no positivista del derecho. Todos ellos coinciden en que el sistema de Alexy está compuesto de tres ejes, vinculados respectivamente con tres obras suyas: la Teoría de la argumentación jurídica, la Teoría de los derechos fundamentales y El concepto y la validez del derecho.

#### Teoría de la argumentación jurídica
El tema principal de la obra Teoría de la argumentación jurídica (Theorie der juristischen Argumentation), publicada originalmente en 1978 por el sello editorial Suhrkamp, reside en concebir a la argumentación jurídica como un caso especial de argumentación práctica, pues ambas formas están vinculadas con la discusión de cuestiones prácticas y fundamentadas en una pretensión de corrección. Para ello, Alexy hace un estudio de las tesis principales de diversos planteamientos de filósofos pertenecientes a la metaética o ética analítica, de la teoría consensual de la verdad, de la Escuela de la Deliberación Racional de Erlangen de Paul Lorenzen y Oswald Schwemmer, y de la nueva retórica de Chaïm Perelman. En la segunda parte, Alexy expone los postulados derivados de los elementos tradicionales de la doctrina del método jurídico (juristische Methodenlehre), pero ahora los integra en el problema de la fundamentacíón racional de las decisiones judiciales, basándose en la distinción entre la justificación interna y la justificación externa hecha por Jerzy Wróblewski. La justificación interna estaría dada por el silogismo jurídico y la justificación lógico-deductiva, mientras que la justificación externa estaría dada por la sujeción a las leyes procesales, los cánones de la interpretación, la dogmática jurídica, los precedentes y los argumentos jurídicos especiales, desarrollando así una doctrina más acabada sobre el razonamiento judicial respecto a la previa doctrina del método jurídico para resolver casos más complejos, que requieren de llevar a cabo valoraciones morales en algunos casos. En la tercera parte presenta Alexy, como resultado de su investigación, un conjunto de reglas y formas de la razón práctica, explicadas en seis grupos, y posteriormente las reglas y formas de la argumentación jurídica, fruto final de esta investigación, mostrando así las similitudes y diferencias entre el razonamiento práctico y jurídico y la posibilidad de fundamentar racionalmente las valoraciones en el derecho. De esta forma Alexy presenta los criterios para la reducción de la discrecionalidad de las decisiones judiciales y también las bases de su teoría no-positivista del razonamiento jurídico y del derecho, si bien en un estado embrionario que habría de ser desarrollado en sus obras posteriores.

#### Teoría de los derechos fundamentales
El tema principal de la obra Teoría de los derechos fundamentales (Theorie der Grundrechte), publicada originalmente en 1985 por el sello editorial Suhrkamp, reside en la distinción entre reglas y principios y el método para resolver las colisiones entre estos últimos, distinción que ha llevado a autores como Alec Stone Sweet y Jud Matthews a concebirla como "sin duda, la obra más importante e influyente de teoría constitucional que se ha escrito en los últimos cincuenta años". Esta obra busca explicar una dogmática adecuada de los derechos fundamentales a partir de la Ley Fundamental para la República Federal de Alemania, pero con un alcance universal respecto a la estructura de los derechos de libertad, igualdad y a acciones positivas del Estado (Derechos sociales). Durante el desarrollo de la estructura de los derechos Alexy da cuenta de cómo algunos derechos pueden concebirse como reglas, es decir, como derechos definitivos (por ejemplo, la prohibición de la tortura) y otros derechos como principios, es decir, como mandatos a optimizar (la libertad de expresión). A partir de la distinción entre reglas y principios, basada en un primer momento en Ronald Dworkin, Alexy buscará delimitar la distinción entre ambos tipos de normas, y luego, mediante un detallado análisis de la estructura de los derechos como principios, es decir, como mandatos a optimizar, desarrollará de forma propia el principio de proporcionalidad (Verhältnismäßigkeitsprinzip), el cual estará enfocado en resolver los conflictos normativos entre principios. De ahí que Alexy establezca una conexión necesaria entre los derechos como principios y el principio de proporcionalidad. A partir del análisis de diversas sentencias del Tribunal Federal de Justicia de Alemania, Alexy describirá los tres subprincipios del examen de proporcionalidad, a saber, la idoneidad, la necesidad y la proporcionalidad en sentido estricto, así como determinados pasos para llevar a cabo una ponderación racional, como son la fórmula del peso, las leyes de la colisión y las cargas de la argumentación. El principio de porporcionalidad, desarrollado por Alexy y sus alumnos en los últimos años, actualmente es usado por todos los tribunales constitucionales y supremos en Latinoamérica y España para resolver las colisiones entre derechos fundamentales concebidos como principios. Asimismo, este principio de proporcionalidad ha sido objeto de notables debates con filósofos del derecho y constitucionalistas. Por esta razón, Teoría de los derechos fundamentales es considerada la obra más conocida de Alexy, pues posee elementos que han sido llevados a la práctica por casi todas las cortes del mundo.

#### El concepto y la validez del derecho
El tema principal de la obra El concepto y la validez del derecho (Begriff und Geltung des Rechts), publicada originalmente en 1992 por el sello editorial Karl Alber, reside en la conexión entre el derecho y la moral, lo cual llevó a Alexy a plantear su crítica al positivismo jurídico. Esta obra busca refutar al positivismo jurídico en su propio campo, esto es, en el terreno del análisis conceptual y la claridad argumentativa. Para ello, Alexy distinguirá entre la perspectiva del observador y la perspectiva del participante, para incluir en la segunda tres argumentos con los que planteará su crítica: el argumento de la corrección, el argumento de la injusticia y el argumento de los principios. Según el argumento de la corrección, las normas individuales, así como las decisiones judiciales  individuales y los sistemas jurídicos en cuanto sistemas completos, enarbolan una pretensión de corrección, es decir, una pretensión de justicia. Los sistemas jurídicos, normas aisladas y decisiones judiciales que no erigen esta pretensión no valen como derecho. Para explicar esta idea, Alexy recurre a la idea de la contradicción performativa y pone como ejemplo un artículo constitucional que diga "X es una república soberana, federal e injusta" o una decisión judicial que diga "[E]l condenado será castigado, en virtud de una falsa interpretación del derecho, a una pena privativa de libertad de por vida".  Estos dos ejemplos muestran que aunque los gobernantes quieran ejercer un poder tiránico o el juez quiera condenar de forma ilegítima a una persona no pueden hacerlo de forma explícita, pues sería un absurdo. Más bien, tendrían que ocultar sus deseos de dominación o la ilegitimidad de su decisión, apelando así a la pretensión de corrección. Según el argumento de la injusticia, basado en la "Fórmula de Radbruch", desarrollado a partir del pensamiento no-positivista de Gustav Radbruch, todas aquellas normas, decisiones judiciales y sistemas jurídicos extremadamente injustos carecen del carácter de derecho, pues el defecto no es solamente moral, sino que el defecto moral se transforma en un defecto jurídico. De esta forma, los gobiernos tiránicos y las decisiones  extremadamente injustas de los jueces pierden validez moral y jurídica. Finalmente, según el argumento de los principios, el derecho no solamente se compone de normas de derecho positivo, sino de principios generales que pueden ponderarse frente al derecho positivo, como los derechos humanos. De ahí que la conexión entre el derecho y la moral esté relacionada con los estándares morales de los derechos humanos. Así, para Alexy el derecho consiste en normas que han sido expedidas de forma autoritativa, son en general socialmente eficaces y no son extremadamente injustas. Estos tres criterios esán relacionados con la validez legal, la validez social y la validez moral.
Estas tres obras de Alexy, traducidas por filósofos del derecho como Manuel Atienza Rodríguez e Isabel Espejo, y Ernesto Garzón Valdés, pueden leerse acompañadas de más de cien ensayos publicados en más de diez idiomas en torno a problemas principales relacionados con los puntos esenciales de la teoría no-positivista de Alexy, lo cual ha permitido a Alexy exponer con más detalle algunos puntos de estas tres obras, como son el fundamento filosófico de los derechos humanos, la fórmula del peso, el argumento de la corrección, la fórmula de Radbruch y otros argumentos. También existe otra obra de Alexy, titulada Derecho, razón, discurso. Estudios sobre filosofía del derecho (Recht, Vernunft, Diskurs. Studien zur Rechtsphilosophie), pero solamente reside en un conjunto de ensayos publicados previamente.

## Críticos y alumnos
Desde sus inicios  la teoría no positivista del derecho de Alexy ha sido sometida a numerosos debates con juristas y filósofos del derecho de muy diversas tradiciones. De entre los más destacados críticos de Alexy están Eugenio Bulygin, Ricardo Guibourg, Joseph Raz, John Finnis, Bernhard Schlink, Aharon Barak, Ralf Poscher y Jürgen Habermas. Alexy también tiene alumnos destacados en Alemania, como Martin Borowski, Jan Reinard-Sieckmann, Matthias Klatt, Mattias Kumm, Nils Jansen, Nils Teifke, Jochen Bittner, Fiete Kalschauer y Carsten Backer, así como alumnos destacados en América Latina como Laura Clérico, Virgilio Afonso da Silva, Rodolfo Arango, Fernando Leal y Jorge Alexander Portocarrero, entre otros.

## Doctorhonoris causa
- 2008, Universidad de Alicante, España.[9]
- 2008, Universidad Nacional de Tucumán, Argentina.[10][11]
- 2008, Universidad de Buenos Aires, Argentina.[12]
- 2010, Universidad Nacional Mayor de San Marcos, Perú.[13]
- 2010, Universidad Ricardo Palma, Perú.[14][15]
- 2012, Universidade Federal do Piauí, Brasil.[16]
- 2012, Universidade de Coímbra, Portugal.[17]
- 2013, Universidade Federal do Rio Grande do Sul, Brasil.[18]
- 2014, Universidade do Oeste de Santa Catarina, Brasil.[19]
- 2014, Universidade Federal de Minas Gerais, Brasil.[20]

- 2016, Universidad de Zaragoza, España.[21]
- 2016, Universidad Nacional del Litoral, Argentina.[22]
- 2016, Universidad Nacional del Altiplano de Puno, Perú.[23]
- 2017, Universidad Libre (Colombia).[24]
- 2019, Universidad Autónoma de Tlaxcala, México.[25]

## Publicaciones
- Theorie der juristischen Argumentation. Die Theorie des rationalen Diskurses als Theorie der juristischen Begründung (1983). Traducido por Manuel Atienza e Isabel Espejo como Teoría de la Argumentación Jurídica: Teoría del discurso racional como teoría de la fundamentación jurídica (Centro de Estudios Constitucionales, Madrid, 1989).
- Theorie der Grundrechte (1985; segunda edición 1994). Traducida por Ernesto Garzón Valdés como Teoría de los derechos fundamentales"(Centro de Estudios Constitucionales, Madrid, 1993), existe una segunda edición traducida por Carlos Bernal Pulido, editada en el año 2007.
- Mauerschützen (1993).
- Recht, Vernunft, Diskurs. Studien zur Rechtsphilosophie (1995).
- Begriff und Geltung des Rechts (2002). Traducida por Ernesto Garzón Valdés como El concepto y la validez del derecho (Gedisa, Barcelona, 1998).